# Borota
Borota là một thị trấn thuộc hạt Bács-Kiskun, Hungary. Thị trấn này có diện tích 81,8 km², dân số năm 2010 là 1322 người, mật độ 16 người/km².